# Jacobello del Fiore

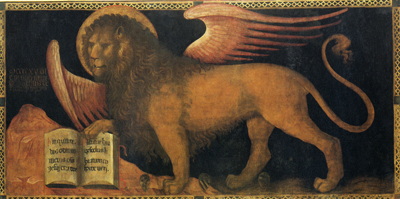
Il dipinto del Leone di San Marco del 1415, fonte di ispirazione per la bandiera della Regione del Veneto.

Jacobello del Fiore (Venezia, 1370 circa – Venezia, 1439) è stato un pittore italiano, cittadino della Repubblica di Venezia.

## Biografia
Appartenente alla scuola veneta, è stato attivo tra Venezia, le Marche e l'Abruzzo, tra la fine del Quattordicesimo e l'inizio del Quindicesimo secolo.
Jacobello  fu allievo con il fratello Nicolò (morto ante 1404) del padre Francesco del Fiore (morto nel 1414), anch'egli pittore attivo a Venezia, ma di cui non ci sono pervenute opere certe. Lo stile di Jacobello del Fiore, nel corso della sua carriera, mutò alcune caratteristiche peculiari, dato che alle influenze paterne subentrarono quelle di Lorenzo e di Paolo Veneziano, e il goticismo 'duro' e 'severo' venne 'addolcito', grazie alle derivazioni di Gentile da Fabriano. Nel suo ultimo periodo artistico, Jacobello del Fiore si avvicinò ad un decorativismo sostanzialmente meno creativo e meno ispirato.
Dalle Marche scese in Abruzzo, dove realizzò il Polittico di Cellino (conservato all'Aquila, presso il Museo Nazionale d'Abruzzo, proveniente dalla parrocchiale di Cellino Attanasio); la predella dell'Ancona di San Giacomo (ora nel Museo Capitolare di Atri e un tempo nella concattedrale di Santa Maria Assunta di Atri) e il polittico di Teramo, esposto e conservato nella Cappella di San Berardo del Duomo di questa città.
Nel polittico del Duomo, sua ultima opera (1439), appare la prima raffigurazione della città di Teramo. Questo dipinto su tavola proviene dalla chiesa di Sant'Agostino ed è considerato il suo capolavoro: è composto da 16 tavole ed è dotto di una ricca carpenteria lignea.

## Opere

### Venezia
Gallerie dell'Accademia

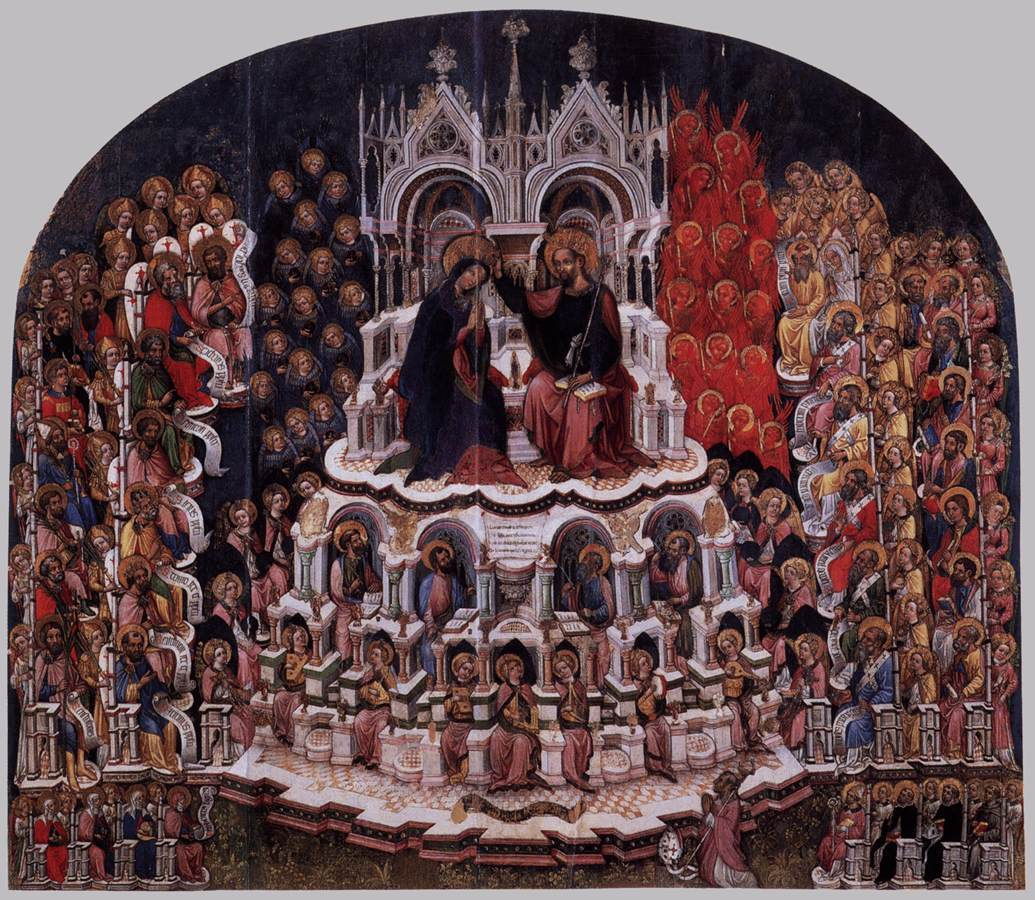
Incoronazione della Vergine, 1438.

- Madonna della Misericordia (1415), trittico, 86x113 cm.
- Giustizia tra gli arcangeli Michele e Gabriele (1421), tempera su tavola, 208x490 cm.
- Incoronazione della Vergine (1438), tempera su legno, 283x303 cm, originariamente nella cattedrale di Ceneda, frazione di Vittorio Veneto.
- Trittico di giustizia (1421).

Palazzo Ducale, sala Grimani
- Leone di San Marco (1415), olio su tela.

Museo Correr
- Madonna col Bambino (1410) circa, tempera su tavola.

### Pinacoteca civica di Fermo

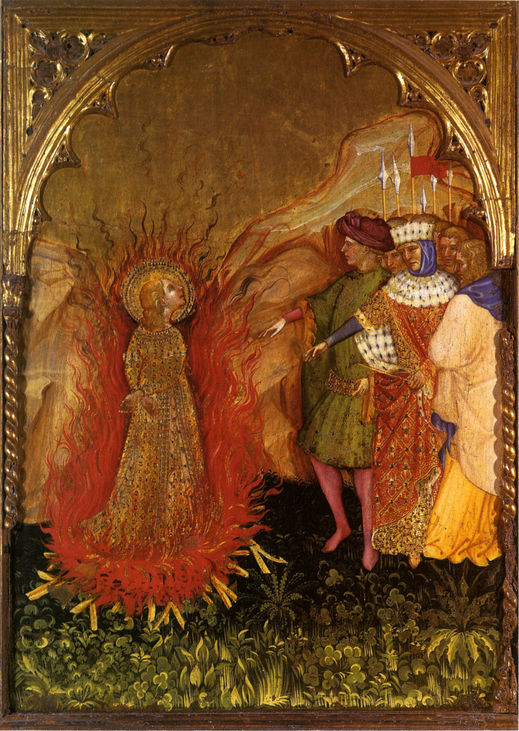
Lucia nelle fiamme del rogo, 1410.

Scene della vita di Santa Lucia (c. 1410):
- Lucia in preghiera davanti alla tomba di Sant'Agata
- Lucia distribuisce l'elemosina
- Lucia denunciata al giudice dal suo fidanzato
- Lucia nelle fiamme del rogo
- Lucia trascinata al lupanare con i buoi
- Lucia trafitta alla gola dal pugnale del boia
- Lucia riceve l'Eucaristia
- Seppellimento di Santa Lucia.

### Duomo di Teramo
Il Polittico del Duomo di Teramo, realizzato da Jacobello del Fiore nel 1439, firmato e datato, è l'opera più pregevole e più nota della Cattedrale di Teramo.
È costituito da sedici tavole a fondo oro disposte su due file, tutto incorniciato da una ricca carpenteria lignea dipinta d'oro, di chiaro stampo gotico, con decorazioni vegetali, profeti ed Evangelisti nei pinnacoli.

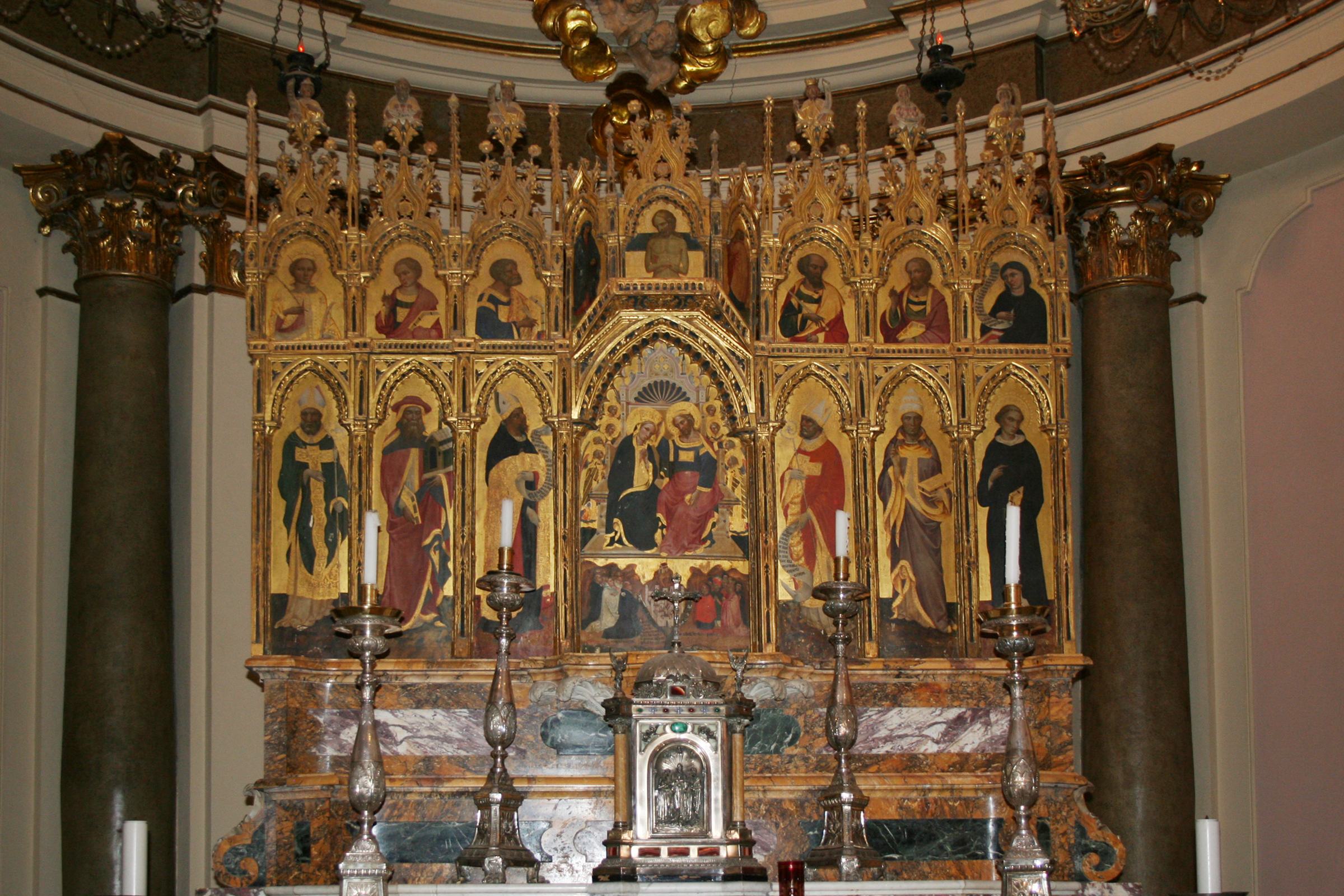
Polittico del duomo di Teramo

Antica cartolina del Polittico del duomo di Teramo

La parte bassa presenta le tavole (cuspidate) più importanti con i santi a figura intera; da sinistra sono:
- Santo Vescovo
- San Girolamo dottore della Chiesa
- Sant'Agostino d'Ippona
- Incoronazione di Maria: questa è la tavola centrale, che è la parte principale del polittico.
- San Berardo, Vescovo e patrono di Teramo e della diocesi
- San Celestino V (?)
- San Nicola da Tolentino.

Nella parte alta, invece, le tavole sono sempre cuspidate e a fondo oro, ma i santi sono a mezzo busto:
- Santa Reparata di Cesarea di Palestina, patrona di Atri e poi compatrona della diocesi
- Evangelista
- Apostolo (San Pietro?).

Il centro della parte alta è costituita da tre tavole separate da archetti pensili:
- Madonna Addolorata (a sinistra)
- Cristo in Pietà (al centro)
- San Giovanni Evangelista (a destra)
- Santo martire
- Santo con libro
- Santa Monica.

### Altre collocazioni
- Adorazione dei Magi, trittico, Stoccolma.
- Santa Michelina, Musei civici, Pesaro.
- Uccisione di San Pietro Martire, Dumbarton Oak, Washington
- Vergine con i santi e il Redentore, polittico, tempera su legno, dalla Chiesa di Santa Maria La Nova di Cellino Attanasio, Museo Nazionale d'Abruzzo, L'Aquila.
- Vergine e Bambino Gesù, Fine Arts Museums, San Francisco.
- Vergine e santi, trittico, chiesa di Montegranaro.
- Vergine, Stoccarda.
- Cristo e 12 Apostoli, predella dell'Ancona di san Giacomo (1430 circa), Atri, Museo Capitolare di Atri, proveniente dalla concattedrale di Santa Maria Assunta.
- Imago Pietatis, paliotto d'altare, The Bohdan and Varvara Khanenko National Museum of Arts, Kiev, Ucraina.

### Denver Art Museum, Colorado
Scene della vita di San Pietro e di San Paolo (prima metà anni Trenta del secolo XV) - Jacobello del Fiore e aiuti
- Pesca miracolosa
- San Pietro salvato dalle acque da Gesù
- Vocazione di San Pietro e Sant'Andrea
- San Pietro in carcere
- Conversione di San Paolo
- San Pietro liberato dall'Angelo
- Martirio di San Pietro e San Paolo
- Resurrezione del defunto davanti a Nerone
- Caduta di Simon Mago
- Busto di San Pietro
- San Pietro in cattedra
- Busto di San Paolo.